# Wayne Allwine
Wayne Anthony Allwine (Glendale, 7 de fevereiro de 1947 – Los Angeles, 18 de maio de 2009) foi um dublador e editor de efeitos sonoros norte-americano. Trabalhou nos estúdios Disney. Morreu devido a complicações da diabetes.